# Ниси, Кадзухико
Кадзухико «Кей» Ниси (яп. 西和彦, род. 10 февраля 1956) — японский предприниматель, пионер в области персональных компьютеров.

## Биография
Родился в семье руководителя частной школы. Ниси учился в Университете Васэда, но бросил учёбу, чтобы помочь основать первый японский компьютерный журнал I/O. Вскоре после этого запустил журнал ASCII (японский эквивалент Byte или Creative Computing), а в 1978 — ASCII Corporation, которая начала с чернового перевода игры Wizardry с английского на японский. В 1978 на мероприятии Joint Computer Conference познакомился с Биллом Гейтсом, стал представителем Microsoft в Японии, лицензировал для японского рынка Microsoft BASIC. Совместно с корпорацией NEC участвовал в разработке PC-8001, который стал стандартом в Японии; и Kyotronic 85, проданный Radio Shack, ставший TRS-80 Model 100. Стал одним из основных создателей линейки компьютеров стандарта MSX. После 1986 писал для газет и написал ряд книг, состоит президентом MSX Association, а также президентом компании Digital do MaiN. Является одним из идейных вдохновителей One Chip MSX. В настоящее время занят созданием портативного устройства MSX0 для применения в сфере Интернета вещей.